# Stazione di Aeroporto Shin-Chitose
La stazione di Aeroporto Shin-Chitose (新千歳空港駅駅?, Shin-Chitose-kūkō-eki) è la stazione servente lo scalo aeroportuale di Shin-Chitose, l'aeroporto internazionale della città di Sapporo, sull'isola di Hokkaidō in Giappone. Si trova sotto il comune di Chitose, ed è il capolinea della diramazione per l'aeroporto della linea Chitose.

## Struttura
La stazione è dotata di 1 binari sotterranei con un marciapiede centrale.
| 1 | ■ Linea Chitose | per Sapporo, Teine, Otaru e Asahikawa |
| 2 | ■ Linea Chitose | per Sapporo, Teine, Otaru e Asahikawa |

## Stazioni adiacenti
| «                       | Servizio                | »                       |
| Linea Chitose Aeroporto | Linea Chitose Aeroporto | Linea Chitose Aeroporto |
| ----------------------- | ----------------------- | ----------------------- |
| Capolinea               | Locale Rapido Airport   | Minami-Chitose          |